# Nasarawa
Nasarawa es un área de gobierno local en el Estado de Kano, Nigeria. Su sede se encuentra en la localidad de Bompai, dentro de la ciudad de Kano. Tiene una superficie de 34 km ² y una población de 596.669 en el censo de 2006.
El código postal de la zona es 700.